# Ngô Bội Phu
Ngô Bội Phu (giản thể: 吴佩孚, phồn thể: 吳佩孚, bính âm: Wú Pèifú, 22 tháng 4 năm 1874 – 4 tháng 12 năm 1939) là một lãnh chúa quan trọng trong cuộc chiến tranh quân phiệt để giành quyền kiểm soát Trung Quốc trong giai đoạn từ năm 1916 đến năm 1927 thời Dân Quốc.

## Tiểu sử
Ông sinh ra tại Sơn Đông miền Đông Trung Quốc được giáo dục trong một gia đình nho học truyền thống. Sau đó ông theo học tại "Học viện Quân sự Bảo Định"(保定軍校) tại Bắc Kinh và đánh dấu sự cuộc đời binh nghiệp của mình từ đó. Ông là người có thực tài được cấp trên đánh giá cao do đó ông thăng tiến rất nhanh trong sự nghiệp của mình. 
Ngô tham gia "Cách Quân"(新軍) (sau này đổi tên là Bắc Dương quân vào năm 1902) được viên quan võ của triều đình Mãn Thanh là Viên Thế Khải thiết lập. Sau khi triều Thanh sụp đổ năm 1911 và Viên lên làm Đại Tổng thống Trung Hoa Dân Quốc, nhất là sau khi Viên tự lập mình làm hoàng đế và khôi phục chế độ quân chủ vốn vấp nhiều sự phản đối đã khiến Trung Quốc rơi vào một cuộc nội chiến giữa các quân phiệt cát cứ ở từng địa phương. Năm 1915, Ngô trở thành Tư lệnh Đại đoàn 6.

## Quân phiệt Trực Lệ
Sau cái chết của Viên năm 1916, quân Bắc Dương phân chia thành nhiều phe phái, đánh nhau tranh giành quyền lực trong những năm sau. Các phe chính bao gồm phe An Huy (Hoãn hệ) của Đoàn Kỳ Thụy, phe Phụng Thiên (Phụng hệ) của Trương Tác Lâm, và phe Trực Lệ (Trực hệ) của Phùng Quốc Chương mà Ngô Bội Phu là thành viên. Họ Đoàn khống chế chính quyền Bắc Kinh từ 1916-1920 nhưng buộc phải liên kết với họ Phùng để duy trì sự ổn định. Hai phe xung đột trong đối sách với phương Nam, vì Đoàn chủ trương chinh phạt nhưng Phùng chủ trương đàm phán.
Phùng chết năm 1919 và quyền lãnh đạo Trực hệ chuyển sang Tào Côn với sự ủng hộ của Ngô Bội Phu và Tôn Truyền Phương. Tào và Ngô bắt đầu chống lại Đoàn và Hoãn hệ, tung ra những điện báo chống lại việc ông ta hợp tác với Nhật. Khi họ thành công ép buộc Tổng thống cách chực trợ thủ quan trọng của Đoàn là Từ Thụ Tranh, Đoàn bắt đầu chuẩn bị chiến tranh chống lại Trực hệ. Luc này, Tào Côn và Ngô Bội Phu bắt đầu tổ chức một liên minh bao gồm tất cả những kẻ thù của Hoãn hệ. Tháng 11 năm 1919, Ngô Bội Phù gặp các phái viên của Đường Kế Nghiêu và Lục Vinh Đình (các quân phiệt Vân Nam và Quảng Tây) tại Hành Dương, và ký kết một thỏa ước mang tên "Sơ ước về việc thành lập Hộ quốc quân" (救国同盟军草约), hình thành cơ sở cho một liên minh chống Hoãn hệ về sau gồm cả Phụng hệ của Trương Tác Lâm.

## Chiến tranh Trực-Hoãn

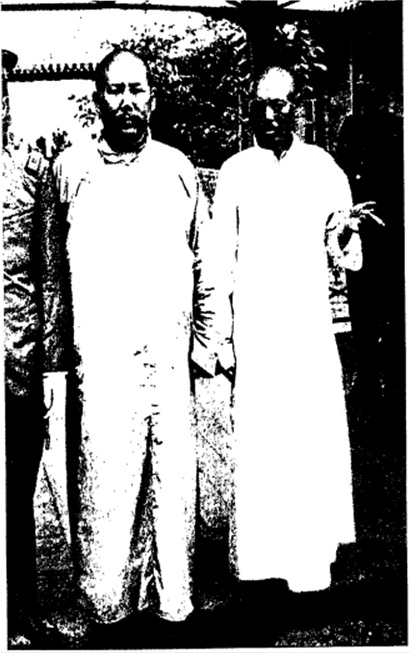
Ngô Bội Phu với tướng Mã Phúc Tường

Khi xung đột bùng nổ tháng 7 năm 1920, Ngô Bội Phu là Tổng tư lệnh quân đội chống lại Hoãn hệ. Lúc đầu, chiến sự bất lợi cho Trực hệ khi họ bị quân Hoãn đẩy lùi trên tiền tuyến. Tuy nhiên, Ngô quyết định thực hiện một cuộc tấn công liều lĩnh ở mũi phía tây mặt trận khi đánh dọc sườn quân địch rồi tấn công thẳng vào tổng hành dinh địch. Đòn này thành công và Ngô dành thắng lợi lớn, bắt giữ nhiều sĩ quan trong tổng hành dinh địch. Sau đó, quân Hoãn tan rã trong một tuần và Đoàn Kỳ Thụy trốn vào tô giới Nhật ở Thiên Tân. Ngô Bội Phu được tán thưởng nhờ chiến thắng dễ dành đến bất ngờ này.
Sau cuộc chiến, hai phe Trực Phụng đồng ý thành lập chính quyền chung. Tuy nhiên, Trương Tác Lâm, thủ lĩnh Phụng hệ, bắt đầu bất đồng với lập trường chống Nhật mãnh liệt của Ngô Bội Phu, đe dọa thỏa ước mà Trương đạt được với Nhật về căn cứ Mãn Châu của ông ta. Ngô và Trương cũng tranh chấp nhau về vị trí Thủ tướng, mỗi bên cử một người. Liên minh Trực-Phụng nhanh chóng tan vỡ và chiến tranh là khó tránh khỏi.

## Chiến tranh Trực-Phụng thứ nhất
Trong cuộc chiến này, Ngô Bội Phu một lần nữa được bổ nhiệm Tổng tư lệnh quân Trực Lệ. Chiến sự diễn ra trên mặt trận phía nam Bắc Kinh và Thiên Tân, kéo dài từ tháng 4 – tháng 6 năm 1922. Ban đầu, Trực hệ thất bại trước quân Phụng hệ được trang bị tốt hơn. Nhưng một lần nữa, tài chỉ huy của Ngô Bội Phu lại xoay chuyển tình thế. Ngô vài lần đánh dọc sườn đối phương, đẩy lùi quân địch trên mặt trận phía Tây về phía Bắc Kinh, rồi giả vờ rút quân dụ địch. Kết quả cánh phía Tây của Phụng quân bị tiêu diệt hoàn toàn, khiến cách quân phía đông không thể tiếp tục chiến đấu. Trương Tác Lâm buộc phải ra lệnh rút quân ra ngoài Sơn Hải Quan, bỏ lại thủ đô cho Ngô và Trực hệ.
Tuy toàn thắng, nhưng Trực hệ của Tào Côn và Ngô Bội Phu chỉ kiểm soát được một chính phủ không có mấy quyền hành với các tỉnh. Mãn Châu giờ đây gần như độc lập dưới quyền Trương Tác Lâm và quân phiệt Phụng hệ vẫn còn rất mạnh, trong lúc phương Nam bị chia cắt giữ các thế lực quân phiệt, bao gồm các thế lực tàn dư Hoãn hệ và Quốc dân đảng của Tôn Dật Tiên.

## Kiểm soát Chính phủ Bắc Dương
Chính quyền mới ở Bắc Kinh được Anh và Mỹ ủng hộ. Lê Nguyên Hồng, vị Cựu Tổng thống hợp hiến, được mời ra làm Tổng thống trở lại vào ngày 12 thấng 6 năm 1922; tuy nhiên mọi thành viên Nội các phải được Ngô Bội Phu chấp thuận. Luc này uy danh của Ngô đã vượt xa Tào Côn, trên danh nghĩa vẫn là thủ lĩnh Trực hệ. Quan hệ của họ trở nên căng thẳng, dù không dẫn đến rạn nứt trong nội bộ Trực hệ. Ngô tìm cách hạn chế Tào khi Tào tranh chức Tổng thống nhưng không ngăn được Tào lật đổ Nội các và phế truất họ Lê. Tào sau đó dành vài tháng tranh giành chức Tổng thống, thậm chí công khai tuyên bố ông ta sẽ trả 5000 dollar cho bất cứ nghị viên nào bầu cho ông ta. Điều này khiến cả nước lên án Trực hệ, nhưng vẫn không ngăn được Tào được bầu làm Tổng thống vào tháng 10 năm 1923.
Mặc dù có vẻ như quyền lực của Trực hệ được củng cố, một cuộc khủng hoảng ở phía Nam lại dẫn đến chiến tranh với Phụng hệ. Khủng hoảng diễn ra quanh vấn đề Thượng Hải, trung tâm tài chính Trung Hoa thời đó. Thành phố vốn thuộc tỉnh Giang Tô, dưới quyền Trực hệ, nhưng lại do Chiết Giang quản lý, dưới quyền thế lực tàn dư Hoãn hệ. Khi Trực hệ đòi trả lại Thượng Hải, họ bị từ chối, và xung đột bùng nổ. Trương Tác Lâm ở Mãn Châu và Tôn Dật Tiên ở Quảng Đông nhanh chóng ủng hộ Hoãn hệ và chuẩn bị chiến tranh. Ngô Bội Phu phái bộ hạ là Tôn Truyền Phương xuống Nam đối phó Hoãn hệ và bất cứ hành động quân sự nào từ phía Quốc dân đảng của Tôn, trong khi bản thân Ngô chuẩn bị đối đầu với Trương và Phụng hệ một lần nữa.

## Chiến tranh Trực-Phụng thứ hai
Được tôn xưng "Đại soái" (玉帥) và được xem là nhà chiến lược tài ba nhất Trung Hoa thời đó, Ngô Bội Phu đượcc kỳ vọng sẽ chiến thắng, và chấm dứt sự phân liệt. Quân đội của ông là một trong những đội quân được huấn luyện và trang bị tốt nhất Trung Hoa, và với tư cách thủ lĩnh Trực hệ, ông gần như liên tục giao chiến với các quân phiệt phương Bắc như Trương Tác Lâm. Cũng là một Nho tướng, ông được cho là sở hữu viên kim cương lớn nhất thế giới lúc đó.
Hàng trăm ngàn lính giao tranh trong trận đại chiến giữa quân Phụng Thiên của Trương và quân Trực Lệ của Ngô. Trong thời điểm quyết định, một trong những đồng minh quan trọng của Ngô, Phùng Ngọc Tường, rút khỏi tiền tuyến, hành quân về Bắc Kinh, và trong Chính biến Bắc Kinh lật đổ chính quyền hiện hành và lập ra một chính phủ mới tương đối tiến bộ. Chiến lược của Ngô Bội Phu phá sản vì thảm họa này, và ông bị quân của Trương đánh bại gần Thiên Tân. Sau thắng lợi của Phụng hệ, Đoàn Kỳ Thụy được cử đứng đầu chính phủ và ông ta lập ra một chính phủ lâm thời.

## Chiến tranh Bắc phạt
Ngô vẫn giữ được căn cứ địa ở Hồ Bắc và Hà Nam ở miền Trung Trung Hoa tới khi bị quân Quốc dân đảng tấn công trong Chiến tranh Bắc phạt năm 1927. Bị các đồng minh của Quốc dân đảng đánh bại ở hướng Tây Bắc, Ngô phải rút về Trịnh Châu, Hà Nam.
Năm 1923, Ngô trấn áp tàn bạo một cuộc đình công trên tuyến đường sắt Hán Khẩu-Bắc Kinh, cho quân đàn áp những công nhân đình công và lãnh đạo của họ. Binh lính giết chết 35 công nhân và làm bị thương nhiều người khác. Danh tiếng của Ngô với người Trung Hoa suy giảm đáng kể vì sự kiện này, dù ông giành được sự tín nhiệm của giới tư bản Anh và Mỹ để đầu tư vào Trung Hoa.
Ngô Bội Phu treo một bức chân dung George Washington trong văn phòng. Ông là một người quốc gia, và đi vào các tô giới nước ngoài vì ông xem những nơi đó là sự sỉ nhục cho Trung Hoa, dù chỉ để chữa chứng viêm răng mà về sau dẫn đến cái chết của ông.
Khi quân của Ngô Bội Phu bị quân Quốc dân đảng của Tưởng Giới Thạch đánh bại, trong một bữa ăn sáng với một người phương Tây, Ngô Bội Phu mang theo một quyển sách, người phỏng vấn hỏi tên quyển sách, và Ngô nói "Những chiến dịch quân sự của nước Ngô... Thời đó họ không có súng máy hay máy bay." Ngô chưa từng giữ bất cứ chức vụ nào trong chính quyền với tư cách một quân phiệt.
Sau khi Chiến tranh Trung-Nhật lần thứ 2 bùng nổ, Ngô từ chối hợp tác với người Nhật. Năm 1939, khi người Nhật mời ông ra lãnh đạo một chính phủ bù nhìn ở miền Bắc Trung Hoa, Ngô tuyên bố rằng ông sẵn sàng trở lại lãnh đạo miền Bắc Trung Hoa theo Trật tự mới Đại Đông Á, nếu lính Nhật rút hết khỏi Trung Quốc. Sau đó ông quay về ẩn cư, rồi mất không lâu sau trong tình trạng đáng ngờ. Ông trở thành một anh hùng dân tộc trước khi mất, một danh vị mà ông chưa từng giành được lúc còn nắm quyền lực. Ngày 9 tháng 12 năm 1939, ông được chính phủ Quốc dân Đảng truy tặng quân hàm Đại tướng.